# Hnutí skautů a skautek Belgie
Gidsen- en Scoutsbeweging in België (Nizozemsky) nebo Guidisme et Scoutisme en Belgique (Frencouzky) (GSB) je národní skautská federace v Belgii. Chlapecký skauting v Belgii má počátky v roce 1911, následovaný dívčím skautingem v roce 1915. Belgičtí skauti byly mezi zakládajícími členy World Organization of the Scout Movement (WOSM) roku 1922, a také World Association of Girl Guides and Girl Scouts (WAGGGS) v roce 1928. Federace čítá 96 837 skautů (k roku 2011) a 59 268 skautek (k roku 2010).

## Členové
Členem federace jsou
- FOS Open Scouting (FOS, mezi náboženská, koedukovaná, vlámská)
- Guides Catholiques de Belgique (GCB, římskokatolická, ve většině částí jen dívčí, působí hlavně v regionu Valonska a Bruselském regionu; člen WAGGGS)
- Les Scouts - Fédération des Scouts Baden-Powell de Belgique (FSC, římskokatolická, částečně koedukovaná, Valonský a Bruselský region; člen WOSM)
- Scouts en Gidsen Vlaanderen do roku 2006 jako Vlaams Verbond van Katholieke Scouts en Meisjesgidsen (VVKSM), římskokatolická, koedukovaná, vlámská)
- Scouts et Guides Pluralistes de Belgique (SGP, mezináboženská, koedukovaná, valonská)